# Umetnostni klub Vesna
Umetnostni klub Vesna so leta 1903 na Dunaju ustanovili bivši učenci ljubljanske umetno obrtne šole, slovenski in sprva tudi hrvaški študenti - Saša Šantel (prvi predsednik), Gvido Birolla, Maksim Gaspari, Svitoslav Peruzzi, Hinko Smrekar, Fran Tratnik, Tomislav Krizman, Ivan Meštrović, Mirko Rački idr. pod vplivom tamkajšnje secesije in po zgledu drugih Slovanov (zlasti Čehov in Poljakov).
Njihov program je bil: ustvarjati umetnost za potrebe Slovencev in Hrvatov, s posebnim poudarkom na slovenski narodni umetnosti, v pristno slovenskem duhu. Proučevali in zbirali so redke ostanke domače ljudske umetnosti in ornamentike, kmečko umetno obrt, zbirali in risali hišno opremo, oblačila ter iskali izvirne tipe, stavbe in motive. Gojili so ilustracijo, risanje razglednic, karikaturo in satiro, nekateri tudi grafiko. Smrekar se je v tem društvu živahno udejstvoval; ilustriral je besedila ljudskih pesmi, črpal motive iz pravljic in praznoverja.
Delovanje te likovno heterogene skupine je bilo kratkotrajno (skupaj so razstavljali le na 1. jugoslovanski umetniški razstavi 1904 v Beogradu). Se je pa za nekatere od njih (Gaspari, Birolla, Smrekar) za vse življenje uveljavilo poimenovanje »vesnani« in je »vesnanstvo« postala kar stilna oznaka - sinonim za umetnost, temelječo na motiviki in občutju ljudskega izročila (Gasparijeva idealizirana kmečka tematika s figurami v ljudskih nošah).